# Rafael Perestrello
Rafael Perestrello (... – post 1517) è stato un esploratore portoghese, cugino di Filipa Moniz Perestrello, moglie dell'esploratore Cristoforo Colombo.
È meglio noto per essere sbarcato sulle coste meridionali della Cina continentale nel 1516 e nel 1517 per commerciare a Canton, dopo che l'esploratore portoghese Jorge Álvares sbarcò sull'isola di Lintin all'interno del Delta del Fiume delle Perle nel maggio 1513. Rafael servì anche come commerciante e capitano di navi portoghesi a Sumatra e a Malacca conquistata dai portoghesi .
Il cronista João de Barros (1496-1570) scrisse che Rafael Perestrello quasi si perse durante la navigazione dalle Isole Andamane ma avventurati in modo sicuro attraverso il territorio che è stato detto per essere abitata da indigeni cannibali.

## Origini

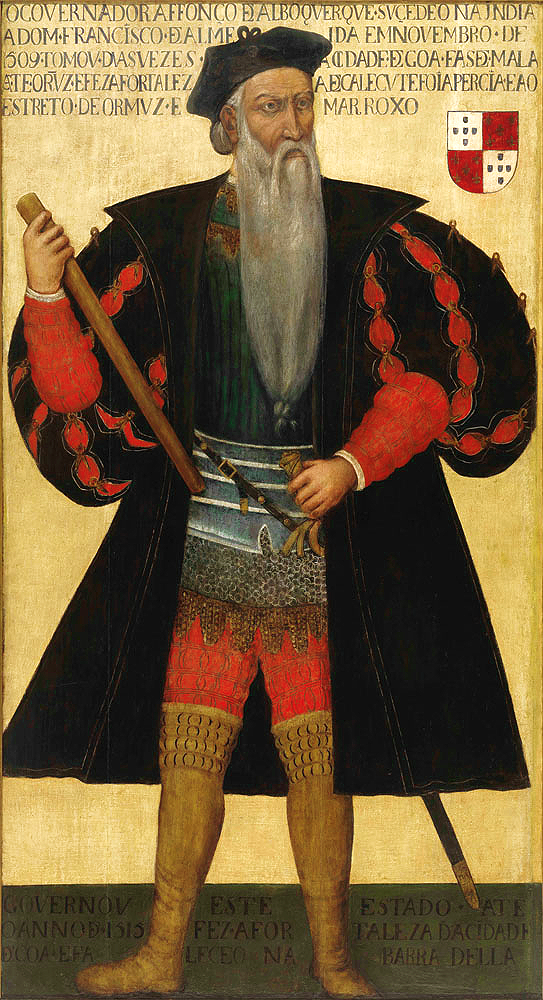
Alfonso de Albuquerque, il viceré dell'India portoghese che inviò Rafael Perestrello da Malacca alla Cina dei Ming.

Filippo Perestrello (noto anche come Filippone Pallastrelli), bisnonno di Rafael e figlio di Gabriele Palastrelli e della moglie Madama Bertolina, era un nobile di Piacenza che si trasferì con la moglie Catarina Sforza in Portogallo nel 1385, vivendo a Porto e poi a Lisbona per condurrvi il commercio. Filippo e Catarina ebbero quattro figli: Richarte (a volte indicato come Rafael), Isabel (sposata con Aires Anes de Beja), Branca (che ebbe discendenza naturale da Dom Pedro de Noronha, IV arcivescovo di Lisbona dal 1424 al 1452) e Bartolomeo (suocero di Cristoforo Colombo). Richarte Perestrello (n. 1410) divenne priore nella parrocchia di Santa Marinha a Lisbona ma generò due figli che legittimò nel 1423. Uno di questi, João Lopes Perestrello, servitore di camera e cavaliere della Casa Reale di Giovanni II del Portogallo, fu padre di Rafael.

## Viaggi in Cina
Rafael salpò su una nave portoghese diretta da Malacca a Canton, nel sud della Cina, nel 1516, per ordine di Alfonso de Albuquerque, il viceré dello Estado da India (regno 1509-1515), intenzionato ad allacciare relazioni commerciali con l'Imperatore Ming Zhengde (regno 1505-1521). Rafael navigò con l'equipaggio di una giunca malese e riportò articoli commerciali redditizi e rapporti entusiastici sul potenziale commerciale della Cina. In effetti, tale rapporto fu uno dei motivi principali per cui Fernão Pires de Andrade risolse di portarsi in Cina nel 1517 invece che in Bengala come inizialmente previsto (v. seguito). Rafael fu ammesso in porto dalle autorità cinesi per commerciare con i mercanti locali ma non gli fu permesso di spostarsi oltre. Nel 1517, Rafael guidò un'altra missione commerciale a Canton.
Alla missione di Perestrello fece seguito nel 1517 quella del farmacista portoghese Tomé Pires e dal farmacista, commerciante e diplomatico Fernão Pires de Andrade, voluta da Manuele I del Portogallo. Gli iniziali successi commerciali e diplomatici dei portoghesi in Cina furono rovinati quando iniziarono a circolare voci (fasulle) di barbari atti di cannibalismo dei lusitani ai danni di bambini cinesi e rapporti (veritieri) di coloni portoghesi che violavano le leggi cinesi, saccheggiavano villaggi cinesi e vi prendevano delle prigioniere. La risposta Ming fu l'incendio e/o la cattura delle navi portoghesi e dei loro equipaggi, membri dei quali furono giustiziati. L'ex-sultano Mahmud Shah di Malacca aveva anche inviato emissari ai Ming per cercarne l'aiuto nell'espulsione dei portoghesi da Malacca. La richiesta non ebbe seguito ma certo la missione del sultano riuscì a convincere la corte Ming a respingere l'ambasciata portoghese di Andrade e Pires dopo la morte dell'imperatore Zhengde nel 1521. Nonostante queste ostilità iniziali, alla fine fu stabilito un insediamento portoghese a Macao e concesso il consenso dal governo cinese nel 1557, mentre le missioni commerciali portoghesi annuali nell'isola di Shangchuan si svolsero dal 1549. Leonel de Sousa, il secondo governatore di Macao, aveva appianato le relazioni tra cinesi e portoghesi nei primi anni 1550, in seguito a uno sforzo portoghese per eliminare i pirati Wokou lungo le coste della Cina. L'accordo Luso-cinese del 1554 legalizzò finalmente il commercio tra i due regni.

## Un capitano a Sumatra

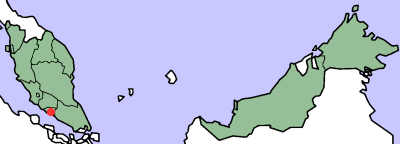
Il punto rosso sulla mappa indica la base centrale della Malacca portoghese.

Rafael prestò servizio come capitano sotto Jorge de Albuquerque, il cugino più giovane del viceré Alfonso, quando il primo era governatore di Malacca e combatté contro il regno islamico di Pacem a Sumatra nel 1514 per installarvi un sovrano che fosse amico degli interessi portoghesi. Mentre l'equipaggio di Rafael Perestrello stava aiutando l'assedio di Jorge de Albuquerque ad un fortilizio di questi "Mori di Sumatra", un calafato delle truppe di Rafael chiamato Marques fu, secondo lo storico João de Barros, il primo uomo a scalarne la palizzata durante il combattimento. La battaglia contro il ben difeso forte del sovrano di Pacem (che i portoghesi chiamavano Sultano "Geinal") fu un successo e Albuquerque poté intronare un nuovo monarca che garantì ai portoghesi prezzi bassi per l'approvvigionamento di pepe del sud-est asiatico. Durante il secondo servizio di Jorge de Albuquerque, sconfisse Mahmud Shah di Malacca a Bintan nel 1524, costringendo quest'ultimo a fuggire, questa volta nella penisola malese.

### Fonti
- (PT) João de Barros, Décadas da Ásia: Dos feitos, que os Portuguezes fizeram no descubrimento, e conquista, dos mares, e terras do Oriente, 1552-1559.
- (PT) Duarte Barbosa, O Livro de Duarte Barbosa, traduzione di Dames ML, rist., Nuova Delhi, Asian Education Services, 2005  [1518].

### Studi
- (EN) Brook T, The Confusions of Pleasure: Commerce and Culture in Ming China, University of California Press, 1998, ISBN 0-520-22154-0.
- (EN) Dion M, Sumatra through Portuguese Eyes: Excerpts from João de Barros' 'Decadas da Asia', in Indonesia, vol. 9, 1970,  pp. 128-162.
- (EN) Douglas RK, Europe and the Far East, Adamant Media Corporation, 2006, ISBN 0-543-93972-3.
- (EN) Madariaga S : de, Cristoforo Colombo, MacMillan, 1940.
- (EN) Madureira L, Tropical Sex Fantasies and the Ambassador's Other Death: The Difference in Portuguese Colonialism, in Cultural Critique, n. 28, 1994,  pp. 149-173.
- (EN) Wills JE jr., Relations with Maritime Europe, 1514–1662, 1514–1662, in Twitchett D e Mote FW (a cura di), The Cambridge History of China: Volume 8, The Ming Dynasty, 1368–1644, Part 2, Cambridge University Press, 1998,  pp. 333-375, ISBN 0-521-24333-5.
- (EN) Nowell CE, The Discovery of the Pacific: A Suggested Change of Approach, in The Pacific Historical Review, XVI, n. 1, febbraio 1947,  pp. 1-10.
- (EN) Pfoundes C, Notes on the History of Eastern Adventure, Exploration, and Discovery, and Foreign Intercourse with Japan, in Transactions of the Royal Historical Society, X, 1882,  pp. 82-92.